# Gustav Turjaški
Gustav grof Turjaški (nemško Gustav graf von Auersperg), kranjski graščak, veleposestnik in politik iz mokriške veje Turjačanov, * 7. julij 1815, grad Mokrice, † 23. januar 1880.

## Življenje in delo
Gustav grof Turjaški je bil zadnji moški iz mokriške veje Turjačanov, ki so imeli grad Mokrice v lasti skoraj dve stoletji (od 1727 do 1914). Poročen je bil z Matildo baronico Zois pl. Edelstein z Brda. Oba z ženo sta bila znana kot velika dobrotnika okoliškega prebivalstva. Po njem je grad podedovala edina hčerka Beatrika, takrat že baronica Gagern.
Marca leta 1861 je bil izvoljen v prvi kranjski deželni zbor kot predstavnik veleposesti. Njegova politična kariera pa ni dolgo trajala, saj je že novembra 1865 odstopil.
Grof Gustav se je v nacionalnem vrenju 19. stoletja nagibal k slovenski strani. Bil je član upravnega odbora Slovenskega društva, ki je bilo v Ljubljani ustanovljeno leta 1848 in katerega glavna naloga je bila skrb za razvoj slovenskega jezika. Pred prvimi volitvami v kranjski deželni zbor je ljubljanska policijska direkcijska, ki je sestavila zaupno oceno kandidatov, zanj zapisala, da je sicer lojalen, da pa je njegovo politično prepričanje nestabilno in da se nagiba k slovenski stranki. Policijska ocena se je kasneje izkazala za točno, saj je v deželnem zboru dosledno glasoval za slovenske interese.
Bil je uspešen in napreden gospodar na svojem veleposestvu. Leta 1879 je v Novicah objavil prispevek Žveplo pomoč zoper gnjilobo kmetijskih pridelkov.
Leta 1855 je finančno podprl ustanovitev šole enorazrednice v Veliki Dolini, nato pa je bil dolgoletni predsednik krajevnega šolskega odbora.